# Wintersett
Wintersett est un village et une paroisse civile du Yorkshire de l'Ouest, en Angleterre.